# Делириум
Делириумът е синдром на остро състояние на обърканост и промяна в поведението. При него настъпва обратимо нарушение на мисловните процеси, изявяващо се под формата на голям спектър от невропсихиатрични симптоми. Диагнозата е клинична и не може да установи от тест. Често не бива различавана от деменция, психотично разтройство или депресия.

## Симптоматика
- Замъгляване на съзнанието
- Трудно задържане на вниманието или често сменяне предмета на внимание
- Забавяне на реакцията или отговора на даден въпрос
- Дезориентация за място и собствена личност
- Нарушение на краткосрочната памет – забравяне на темата на разговора
- Илюзии
- Халюцинации – предимно зрителни
- Флуктуриращо ниво на съзнание – с периоди на подобрение и отново влошаване
- Флуктуация на симптомите в рамките на деня – с известно подобрение през светлата част на деня и максимално влошаване през нощта
- Сънливост през деня и липса на сън през нощта или поява на кошмари.

### Неврологична симптоматика
- Дисфазия – нарушение на говора
- Дизатрия – нарушение в артикулацията, произношението на думите
- Двигателни нарушения
- Зрителни халюцинации, налудничави мисли или паранои също могат да са част от симптоматиката.